# Dmitrij Forsjev
Dmitrij Forsjev, född den 30 maj 1976, är en rysk friidrottare som tävlar i kortdistanslöpning.
Forsjev ingick i det ryska stafettlaget som blev silvermedaljör vid inomhus-VM 2004 i Budapest på 4 x 400 meter. Han deltog även vid inomhus-EM 2005 där han slutade fyra på 400 meter och blev bronsmedaljör i stafett.

## Personliga rekord
- 400 meter - 45,62